# Charles Wentworth Dilke II.
Charles Wentworth Dilke II. (1810. - Petrograd, 1869.), engleski mecena znanosti i umjetnosti. Sin Charlesa Wentwortha I. (1789. – 1864.), osnivača The Gardeners' Chroniclea. Kraljica Viktorija dodijelila je Dilkeu II. naslov baroneta 1862. godine. Predstavljao je Englesku u Petrogradu na hortikulturnoj izložbi 1869., gdje je i umro. Dvije godine poslije njegove smrti, Maxwell Tylden Masters je nazvao biljni rod Dilkea njemu u čast.